# Phaenolobus cornutus
Phaenolobus cornutus là một loài tò vò trong họ Ichneumonidae.